# Zapel (Hagenow)
Zapel ist ein Ortsteil der Stadt Hagenow im Landkreis Ludwigslust-Parchim im Westen Mecklenburg-Vorpommerns.

## Geografie und Verkehrsanbindung
Zapel liegt nordwestlich der Kernstadt Hagenow. Die Landesstraße L 04 verläuft durch den Ort, die A 24 und die B 321 verlaufen nördlich. Südwestlich fließt die Schmaar, ein rechter Nebenfluss der Sude, südöstlich erstreckt sich das Landschaftsschutzgebiet Bekow. 

## Sehenswürdigkeiten

### Baudenkmale
In der Liste der Baudenkmale in Hagenow sind für Zapel drei Baudenkmale aufgeführt:
- zwei Ställe (Baumstraße 17 und 27) des ehemaligen Gutes
- der Park an der Baumstraße